# Teatro da Trindade
O Teatro da Trindade é uma sala de espectáculos de Lisboa, construída no século XIX, situada no Chiado, freguesia da Misericórdia.
O Teatro da Trindade foi inaugurado em 1867. O espaço, que é um dos mais antigos teatros lisboetas ainda em atividade, está situado no Largo da Trindade, 7-A, na zona da Trindade, entre o Chiado e o Bairro Alto.
Abaixo, na mesma rua, encontramos o antigo Teatro Gymnasio, hoje transformado em galeria comercial, palco das primeiras revistas à portuguesa no fim do século XIX.

## História do edifício
Em 1866, Francisco Palha, escritor e dramaturgo, decidiu construir o seu próprio teatro, associando-se a amigos influentes, como o Duque de Palmela, Ribeiro da Cunha e Frederico Biester. A escolha daquela zona da cidade justificava-se pela sua antiga vocação cultural e recreativa - aí funcionara, em meados do século XVIII, a Academia da Trindade, o primeiro Teatro Popular de Ópera. O edifício foi erguido num terreno que ficava entre o Largo da Trindade, que lhe deu o nome, e as ruas Nova da Trindade e largo de São Roque (actual rua da Misericórdia). Nesse local existiam à época apenas alguns casebres e pátios, bem como as ruínas de um palácio que o terramoto de 1755 destruíra, o palácio dos Condes de Alva.
O projecto de arquitectura, da autoria de Miguel Evaristo de Lima Pinto, elaborado ao gosto da época, manteve algumas características do estilo pombalino, a que se somaram alguns pressupostos do neoclassicismo italianizante então em voga. A volumetria, o ritmo de fenestração das fachadas, a existência de janelas de sacada no 1.º andar, as lojas no piso térreo, os cunhais de cantaria, salientes e corridos até à cimalha, são marcas distintamente pombalinas. Os cantos boleados e a cimalha a fechar todo o edifício, no topo, são já características neoclássicas, tal como o pórtico de ordem composta, com pilastras adossadas à parede, o frontão triangular, a varanda corrida de cantaria, com balaústres, e a parede revestida de silharia de junta fendida, na fachada principal. Os medalhões das fachadas enfatizam o gosto italianizante, representando as Musas que se distinguem pelos seus atributos e, na fachada principal, três grandes vultos da Literatura nacional. Ao longo das fachadas corriam frisos de cantaria que contornavam as molduras das janelas, mas foram removidos em meados de 1960.
O teatro tem três fachadas. A principal, voltada para o norte e para o Largo da Trindade, é a fachada mais nobre, onde ficava a entrada real. Os medalhões que a decoram representam os bustos dos escritores António Ferreira (1528-1569), Damião de Góis (1502–1574), e Sá de Miranda (1481–1558), bem como o busto de Terpsichore, a musa da dança. A fachada nascente, de acesso ao público, alongava-se mais para sul, para a Rua Nova da Trindade, e era aí que se situava o Salão do Trindade, uma sala de forma rectangular, rodeada por uma galeria suspensa por colunas, com um palco num dos topos, onde se realizaram bailes, recitais de poesia, concertos, saraus e conferências. O Salão foi demolido em 1921, para construção do edifício da Anglo-Portuguese Telephone Company. Na reconstrução do teatro, em 1925, foi acrescentado um frontão com um tímpano decorado com azulejos, onde figura o monograma do Teatro da Trindade, com coroa de louros e laçada, por forma a rematar o topo, permitindo o destacamento da fachada do edifício do Teatro da fachada do edifício contíguo, obtendo assim alguma proeminência. A fachada poente, virada para a Rua da Misericórdia, corresponde à parede de fundo do palco, que através das janelas recebe uma boa iluminação natural.
O Salão do Trindade foi inaugurado em fevereiro de 1867, e meses mais tarde, a 30 de Novembro, inaugurou o Teatro da Trindade. A sala principal corresponde a um modelo projectado por arquitectos italianos que se difundiu por toda a Europa, caracterizado por uma plateia em forma de ferradura à volta da qual se sobrepõem diversos planos ou ordens. Na plateia, as cadeiras eram amovíveis e o pavimento movediço, permitindo a sua elevação até ao nível do palco, por meio de um macaco accionado por dois homens. Obtinha-se assim um grande salão para bailes. Toda a decoração interior era em ouro, branco e carmim. A pintura do tecto da sala, com profusa decoração vegetalista em trompe l'oeil, da autoria de José Procópio, representa personalidades das Letras e do Teatro: Gil Vicente, António José da Silva, Xavier de Matos, Almeida Garrett, Manuel de Figueiredo, Camões, Sá de Miranda, Inácio Correia Feijó, João Baptista Gomes, António Ferreira, Bocage e Correia Garção. O pavimento do palco é móvel, formado por alçapões que permitem levantar objectos, obtendo assim maior efeito cénico.
Em 1962 a FNAT (Fundação Nacional para a Alegria no Trabalho), organismo a que sucedeu a actual Fundação INATEL, adquiriu o edifício do Teatro da Trindade. Em 1967 foram realizadas obras de remodelação, com projecto da autoria de Maria José Salavisa, que optou por uma decoração em azul e ouro que se mantém até aos dias de hoje. No ano de 1991 fizeram-se obras profundas de renovação e restauro de todo o edifício - foram criadas novas dependências para os serviços administrativos e o palco, camarins e zonas de serviço foram reequipados. A sala de ensaios existente foi convertida em sala-estúdio, o que permitiu criar um espaço para apresentação de peças experimentalistas e de novas estéticas. Em 2009 procedeu-se ao restauro e recuperação das fachadas, à substituição do telhado e ao reequipamento das zonas de apoio aos espaços públicos, restituindo à cidade, de novo resplandecente, um dos seus mais emblemáticos edifícios.